# Гуляк Юліан Костянтинович
Юліан Костянтинович Ґуляк (або Гуляк, псевдо: «Марко», «Токар», «А-13», «Арпад», «Вир», «Шрам», 15 січня 1915, с. Жизномир, нині Чортківського району — 19 липня 1944, с. Стрілища Старі Бібрецького повіту (нині — Жидачівського району, Львівська область) — провідник юнацтва ОУН Бучацького повіту (з 1937), провідник ОУН Чортківської округи (09.1939 — осінь 1940), Тернопільської області (осінь 1940—1941), керівник організаційної референтури Крайового Проводу ОУН Західних Українських Земель (1941—1944).

## Життєпис

### Дитинство та юність
Народився 15 січня 1915 року с. Жизномир (нині Бучацького району, Тернопільська область, Україна) в селянській сім'ї. Батько загинув на початку Першої світової війни в Італії, залишивши сиротами трьох синів: Михайла (1910 р.н.), Володимира (1912 р.н.) і Юліана. Матір вийшла заміж вдруге за Степана Гаврилюка і в сім'ї народилося ще троє дітей: Ольга (1924 р.н.), Іван та Марія. Родина володіла 25-ма моргами поля і 5-ма — лісу.
Вступив до ОУН під час свого навчався у гімназії. Потім закінчив учительську семінарію у Заліщиках, працював учителем. Був активістом національного відродження с. Жизномир — членом Управи товариств «Просвіта», «Луг». 

### Боротьба в лавах ОУН
Під час польської окупації став бучацьким повітовим провідником юнацтва, потім ОУН, згодом провідником ОУН Чортківської округи. На цьому посту заарештований і утримувався в польській тюрмі до початку Другої світової війни 1 вересня 1939 р.
З вересня 1939 до осені 1940 р. продовжував очолювати ОУН Чортківської округи. З 1940 по 1941 р. — провідник ОУН Тернопільської області.
Під час німецько-гітлерівської окупації (1941—1944 рр.) керував організаційною референтурою Крайового Проводу ОУН Західних Українських Земель. Займався також справою організації підпільної радіостанції «Афродіта». З наближенням фронту Юліан Гуляк з друзями заквартирував у с. Стріличі Старі Бібрецького повіту на Львівщині.
19 липня 1944 р. німецькі карателі обступили Стріличі Старі й почали облаву. Відстрілюючись, «Токар» і його друг «Моряк» — Ярослав Скасків (1922—1944 рр.), обласний провідник ОУН Львівщини, загинули.
19 вересня 1996 року тлінні останки Юліана Гуляка були перепоховані на цвинтарі в рідному селі Жизномир.

### Сім'я
Дружина — Теодозія з Підгайних, була його помічницею, застрелилась під час облави мдбістів, щоб не потрапити до лап карателів. Мали сина Юрія (за даними Н. Мизака, його звали Аркадій), який помер у 1944 чи 1945 році, похований у селі Бишки.

## Зауваги
1. ↑  у книзі Орести Синенької є також відомості, що навчався у Львові → С. 83.; за спогадами Марії Матковської, також навчався у Краківському університеті → С. 23. → Перша зв'язкова.